# Zjangiztobe
Zjangiztobe (ryska: Жангизтобе) är en ort i Kazakstan.   Den ligger i oblystet Östkazakstan, i den östra delen av landet, 700 km öster om huvudstaden Astana. Zjangiztobe ligger 453 meter över havet och antalet invånare är 4 400.
Terrängen runt Zjangiztobe är huvudsakligen platt, men åt sydost är den kuperad. Runt Zjangiztobe är det mycket glesbefolkat, med 3 invånare per kvadratkilometer. Det finns inga andra samhällen i närheten. Trakten runt Zjangiztobe består i huvudsak av gräsmarker.